# Амурська затока
Амурська затока — північно-західна частина затоки Петра Великого (Японське море). Довжина близько 70 км, ширина 10—20 км, глибина до 20 метрів. Східні береги високі, вкриті лісами; північні та західні — низинні, заболочені. Взимку замерзає, але крижаний покрів незначний. В затоку впадають річки Роздольна (найбільша), Амба, Шмідтовка, Богата та Піонерська, та численні ручаї.
На березі Амурської затоки знаходиться місто Владивосток.